# Верхній Ломов
Верхній Ломо́в (рос. Верхний Ломов) — село у складі Нижньоломовського району Пензенської області, Росія.
Населення — 4054 особи (2010; 4449 у 2002).
Національний склад станом на 2002 рік:
- росіяни — 98 %